# ミハイル1世 (コンスタンディヌーポリ総主教)
ミハイル1世キルラリオス（Μιχαήλ Α΄ Κηρουλάριος, Michael I Cerularius, 1000年頃 - 1059年1月21日）は、正教会のコンスタンディヌーポリ総主教（在位：1043年 - 1059年）。「ミハイル」は中世以降変化したギリシャ語・現代ギリシャ語の読みを反映した転写で、古典ギリシャ語の再建音風の転写をすれば、ミカエル1世ケルラリオスもしくはミカエール1世ケールーラリオスとなる。ミカエル・ケルラリオスとも表記される。

## 略歴
コンスタンディヌーポリ（コンスタンティノープル）に生まれる。ミハイル1世キルラリオスはローマ教皇レオ9世と、西方教会（カトリック教会）の東方教会（正教会）と異なる慣習、殊に無発酵パンを聖体礼儀（ミサ）において使用する西方教会の慣習について論争をした事で知られる（正教会では今日に至るまで発酵パンを用いる）。また、1054年の「東西教会の相互破門（後述）」時のコンスタンディヌーポリ総主教である。
ミハイル1世の時代、東ローマ帝国はコンスタンティノス9世モノマコス（在位：1042年 - 1055年）による失政やコンスタンティノス9世没後の内乱などにより衰退していた。このため皇帝イサキオス1世コムネノス（在位：1057年 - 1059年）は徴税を強化し、皇帝が与えた教会の財産を没収するに至った。総主教ミハイル1世はこれに対して反発したが、皇帝により逮捕された。こうした強硬策は、教会および民衆から、皇帝が反発を買う要因となった。
帝国が混迷を深める中、ミハイル1世は1059年に永眠した。

## 「東西教会の相互破門」に至る経緯

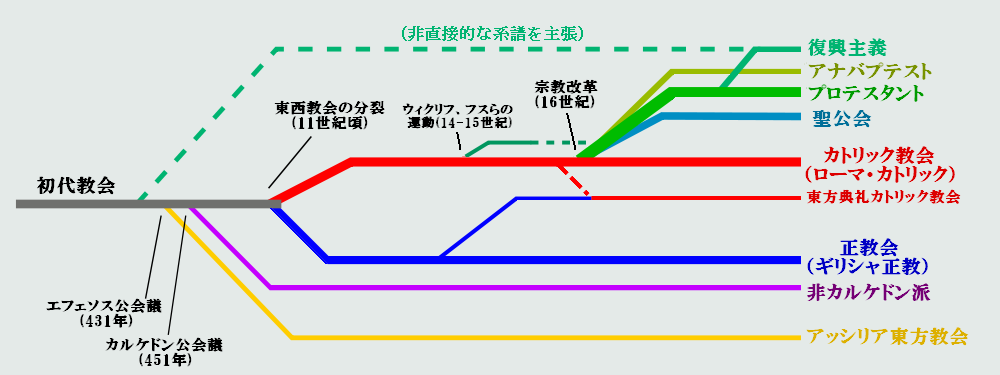
キリスト教諸教派の成立の概略を表す樹形図。更に細かい分類方法と経緯があり、この図はあくまで概略である。

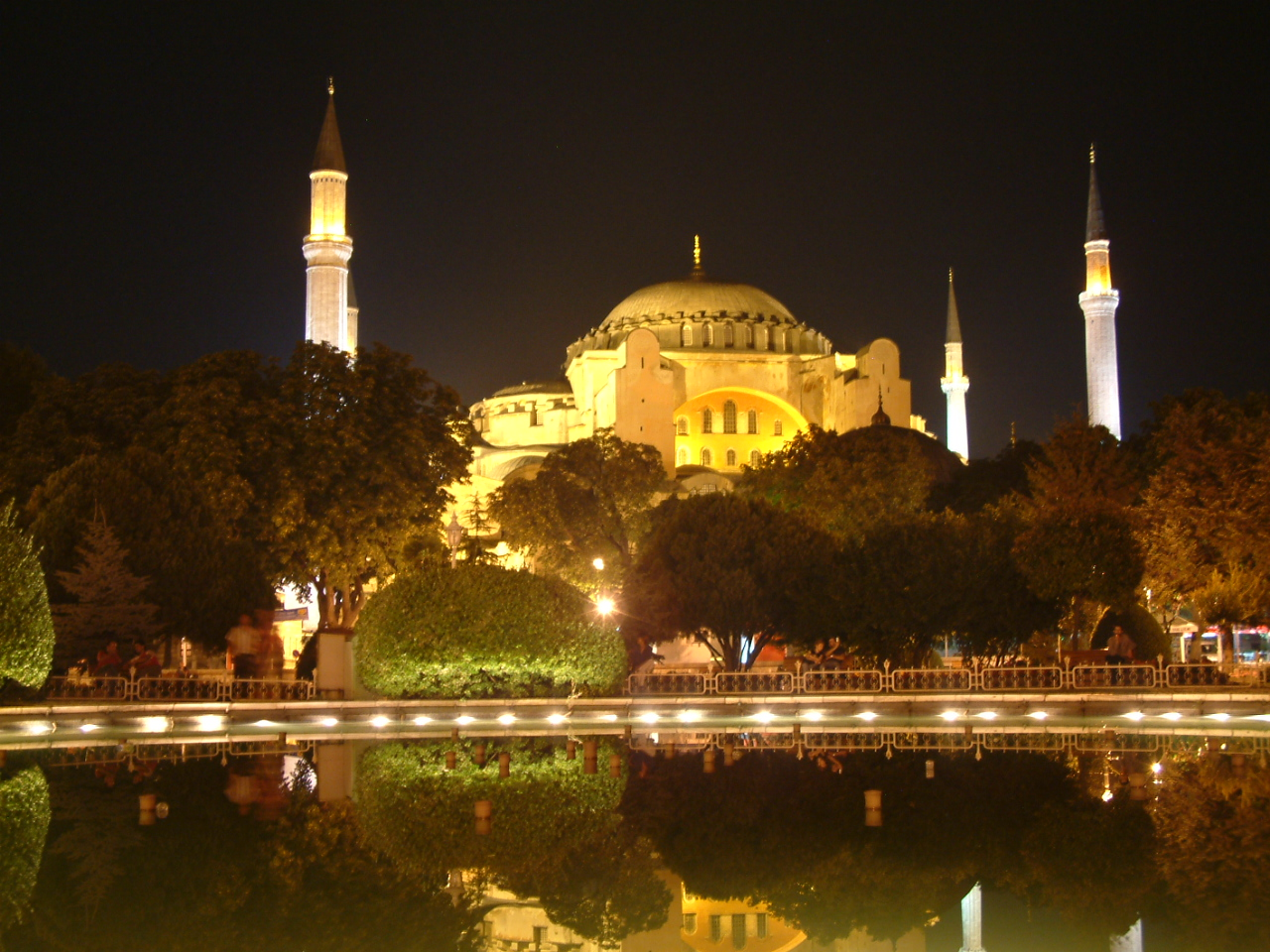
現在のアギア・ソフィア大聖堂の夜景。周囲の4本のミナレットはオスマン帝国時代にモスクに転用された際に付け加えられたもの。

1054年に、総主教ミハイル1世が教皇レオ9世に対して宛てた手紙の中で、差出人（ミハイル1世）の称号は「全地総主教（Οικουμενικός Πατριάρχης, Ecumenical Patriarch）」と記載され、ミハイル1世が教皇であるレオ9世に対し「父」ではなく「兄弟」と呼びかけていた事が東西両教会間の争点となった。「全地総主教」の称号は、ローマ教皇の絶対的な権威と権限を侵しかねないものとして捉えられ、また教皇を「父」ではなく「兄弟」とコンスタンディヌーポリ総主教が呼ぶ事を認める事は、これもまたローマの権威を損ねるものとして捉えられたからであった。
こうした状況下で、ローマ側の使節としてコンスタンディヌーポリを訪れていたのは枢機卿フンベルトであった。フンベルトはニケア・コンスタンティノポリ信条におけるフィリオクェ問題、すなわち聖神が父からのみ発するとする文言を用いる東方教会と、聖霊は父と子から発するとする文言を用いる西方教会との間の論争において、「東方が勝手にフィリオケ（子より）の語を削除した」と強く主張し（実際は西方がフィリオケを後代に付加えた事は、現代の西方教会は認めている）、ミサにおける東方の執行形式を非難し、東方における神品の妻帯を批判し、さらにローマ教皇の絶対的な権威と権限を主張するなど、熱烈なローマ教皇至上主義者であった。
ミハイル1世はフンベルトに会う事を、西方の政治的理由に対する疑義から拒絶し、数ヶ月に亘って会見の機会を与えずにフンベルトを待たせた。ここに至って、レオ9世が既に3ヶ月前に永眠しており破門を行う事は不可能であったにも関わらず、フンベルトはミハイル1世とその同調者に対する破門状を、1054年6月16日にコンスタンディヌーポリ総主教の座所たるアギア・ソフィア大聖堂の宝座に叩きつけた。その際、アギア・ソフィア大聖堂の一人の輔祭が大聖堂を出て行ったフンベルトを追いかけて取りすがり、破門状を持ち帰って欲しいと懇願したが聞き入れられなかった。
これに対してミハイル1世は、フンベルトとその一行に対する破門を宣言した。これはノルマン人への対抗のために東西教会の関係改善を模索していた皇帝コンスタンティノス9世モノマコスの意に反するものであったが、結局のところミハイル1世とコンスタンディヌーポリ教会側のローマ教会への対抗措置を皇帝は抑える事は出来ず、フンベルトを中心とするローマ教会側の使節団の説得にも失敗した。

## 「東西教会の相互破門」の有効性
この「相互破門」が東西教会の分裂を確定したと言われる事が多いが、既に述べたように、この破門は
- 既にローマ教皇レオ9世は永眠しており、ローマ側からの破門はフンベルト枢機卿個人の怒りによる独断の面が強い事
- フンベルト枢機卿の破門状にある破門の対象が、東方の正教徒全てを指すのか明らかでない事
- 総主教ミハイル1世の破門宣告の対象はフンベルト個人とその同行者達だけであった事

以上の事由につき、東西教会の分裂がこれで確定したと考えるのは難しく、東西両教会のこの時点での破門は有効だったのかすら疑わしい程度のものである。既に
- ローマ教皇（ローマ司教）の地位（教皇首位権問題）
- 聖像破壊論争
- フィリオクェ問題
- 東ローマ帝国の事前承認を経ないローマ教皇によるカール大帝の戴冠
- フォティオスの分離
- スラヴ語奉神礼（典礼）の是非

を巡り、東西両教会の距離は広がっていた。従って、1054年の当該事件については、あくまで東西教会の相違を象徴する、分かりやすい事件の一つといった位置づけが妥当であろう。東西両教会の分裂が決定的とされるのは1204年の第4回十字軍がコンスタンディヌーポリを攻略・占領した事件においてである。なおこの相互破門は1965年に東西両教会双方から解消されているが、未だ東西両教会の相互領聖は実現されておらず、このことも相互破門を「東西教会の分裂の決定的事件」と位置付ける事に疑問符をつける根拠となる。